# Parallelia erectatella
Parallelia erectatella är en fjärilsart som beskrevs av Embrik Strand 1914. Parallelia erectatella ingår i släktet Parallelia och familjen nattflyn. Inga underarter finns listade i Catalogue of Life.